# Songo-La Maya
Songo-La Maya è un comune di Cuba, situato nella provincia di Santiago di Cuba.